# 1983 في النرويج
فيما يلي قوائم الأحداث التي وقعت خلال عام 1983 في النرويج.

## سياسة

### تعيين في المنصب
- 8 يونيو – جون جيه. ياكوبسن Minister of Transport of Norway [الإنجليزية]‏.
- 8 يونيو – كوره كريستيانسن Minister of Energy (Norway) [الإنجليزية]‏.

## مواليد

### يناير
- 16 يناير – يان ريتشارد ليسليرود هانسن لاعب كرة يد نرويجي.

### فبراير
- 3 فبراير – عادل خان
- 5 فبراير – أنيا هاميرسينج إدين لاعبة كرة يد نرويجية.

### مارس
- 1 مارس – إنغريد أودجارد لاعبة كرة يد نرويجية.
- 16 مارس – تور آرنه أندرياسن لاعب كرة قدم نرويجي.[1]
- 17 مارس – كريستيان برينك لاعب كرة قدم نرويجي.[2]
- 30 مارس – سيري سيغلم لاعبة كرة يد نرويجية.

### أبريل
- 12 أبريل – جان تور أموندسين لاعب كرة قدم نرويجي.[3]
- 26 أبريل – مورتن إريكسن لاعب كرة قدم نرويجي.[4]

### مايو
- 6 مايو – إيدا بيورندالن كارلسون لاعبة كرة يد نرويجية.
- 7 مايو – لارس ايفر ستراند لاعب كرة قدم نرويجي.[5]
- 18 مايو – رولف لارسن ممثل نرويجي.[6]

### يونيو
- 21 يونيو – بيورن هيلغه رييزه لاعب كرة قدم نرويجي.[7]
- 24 يونيو – جان كييل لارسن لاعب كرة قدم نرويجي.[8]
- 28 يونيو – لارس كريشيان إيريكسن لاعب كرة قدم نرويجي.[9]

### يوليو
- 1 يوليو – ماريت لارسن
- 17 يوليو – كريستيان جريندهيم لاعب كرة قدم نرويجي.[10]
- 18 يوليو – هادية طاجيك[11]

### سبتمبر
- 16 سبتمبر – توماس جاكوبسن لاعب كرة قدم نرويجي.[12]

### نوفمبر
- 24 نوفمبر – جان شميد
- 30 نوفمبر – ستيفن ستيجافيك لاعب كرة يد نرويجي.

## وفيات

### يناير
- 21 يناير – يوهان غروتومسبروتن (مواليد 1899)[13]

### فبراير
- 28 فبراير – يان بيركيلوند (مواليد 1950) لاعب كرة قدم نرويجي.[14]

### مارس
- 7 مارس – أود لوندبيرغ (مواليد 1917) متزلج سريع نرويجي.

### ديسمبر
- 26 ديسمبر – رودولف أندرياسن (مواليد 1909) ملاكم نرويجي.